# Katyusha Continental
L'equip Katyusha Continental (codi UCI: KTA), conegut anteriorment com a Katyusha, va ser un equip ciclista professional rus, que competí de 2008 a 2010. Va tenir categoria continental i era l'equip reserva del Team Katusha.

## Principals resultats
- Cinc anells de Moscou: Denís Galimziànov (2008), Timofei Kritski (2009)
- Memorial Oleg Diatxenko: Timofei Kritski (2008), Mikhaïl Antónov (2009)
- Boucle de l'Artois: Timofei Kritski (2008)
- Mayor Cup: Timofei Kritski (2008), Mikhaïl Antónov (2009)
- Gran Premi Guillem Tell: Timofei Kritski (2008)
- Côte picarde: Timofei Kritski (2009)
- Tour de Loir i Cher: Dmitri Kossiakov (2009)

### A les grans voltes
- Giro d'Itàlia
  - 0 participacions

- Tour de França
  - 0 participacions

- Volta a Espanya
  - 0 participacions

## Classificacions UCI
L'equip participa en les proves dels circuits continentals i principalment en les curses del calendari de l'UCI Europa Tour.
UCI Àfrica Tour
| Temporada | Classificació per equips | Millor ciclista en la classificació individual  |
| --------- | ------------------------ | ----------------------------------------------- |
| 2010      | 13è                      | Alexander Filippov (163è) · Matvey Zubov (163è) |

UCI Àsia Tour
| Temporada | Classificació per equips | Millor ciclista en la classificació individual |
| --------- | ------------------------ | ---------------------------------------------- |
| 2008      | 10è                      | Denís Galimziànov (13è)                        |
| 2010      | 54è                      | Alexander Filippov (208è)                      |

UCI Europa Tour
| Temporada | Classificació per equips | Millor ciclista en la classificació individual |
| --------- | ------------------------ | ---------------------------------------------- |
| 2008      | 18è                      | Timofei Kritski (17è)                          |
| 2009      | 40è                      | Timofei Kritski (34è)                          |
| 2010      | 93è                      | Vladimir Likhachev (693è)                      |